# Глазчатый морской ангел
Глазчатый морской ангел, или средиземноморский морской ангел (лат. Squatina oculata) — вид рода плоскотелых акул одноимённого семейства отряда скватинообразных. Эти акулы встречаются в восточной части Атлантического океана на глубине до 494 м. Максимальная зарегистрированная длина 108 см. У них уплощённые голова и тело, внешне они похожи на скатов, но в отличие от последних жабры скватин расположены по бокам туловища и рот находится в передней части рыла, а не на вентральной поверхности. Эти акулы размножаются путём яйцеживорождения. Рацион состоит из небольших рыб и беспозвоночных. Представляют незначительный интерес для коммерческого рыбного промысла.

## Таксономия
Впервые вид был научно описан в 1840 году. Голотип не назначен. Глазчатых морских ангелов трудно идентифицировать, поскольку сообщения от рыбаков об их поимке можно с точностью отнести лишь к роду скватин.
Видовое название происходит от слова лат. oculus — «глаз» и связано с тем, что у некоторых особей на теле имеются симметричные отметины в виде «глазков».

## Ареал
Глазчатые морские ангелы обитают в восточной части Атлантического океана, включая Средиземное море у берегов Албании, Анголы, Боснии и Герцеговины, Конго, Габона, Греции, Гвинеи, Западной Сахары, Испании (Балеарские и Канарские острова), Италии (Сардиния и Сицилия), Ливии, Мавритании, Черногории, Марокко, Намибии, Нигерии, Португалии, Сан-Томе и Принсипи, Сенегала, Словении, Туниса, Франции и Хорватии. Эти акулы встречаются в тёплых умеренных и тропических водах континентального шельфа и верхней части материкового склона на глубине от 20 до 500, в основном между 50 и 100 м. В тропиках эти акулы обычно попадаются на большей глубине по сравнению с умеренными широтами.

## Описание
У глазчатых морских ангелов довольно стройное уплощённое тело и характерные для скватин широкие крыловидные грудные и брюшные плавники. Ноздри обрамлены раздвоенными усиками. Задний край передних назальных кожных лоскутов слегка бахромчатый. Кожные лоскуты, расположенные по обе стороны головы без треугольных лопастей. Позади глаз имеются брызгальца, расстояние до которых менее чем в 1,5 раза превышает диаметр глаза. Основание первого спинного плавника расположено позади свободного кончика брюшных плавников. На рыле и над глазами имеются крупные шипы, однако на средней линии туловища шипы отсутствуют. Тело покрыто заострёнными плакоидными чешуями с тремя гребнями. Окраска коричневатого цвета, иногда на теле присутствуют симметричные белые отметины.

## Биология
Рацион глазчатых морских ангелов состоит из небольших рыб, в том числе барабулек. Данные из Западной Сахары свидетельствуют о том, что в декабре они образуют в этих водах крупные скопления. Эти акулы размножаются яйцеживорождением. В помёте от 3 до 8 новорожденных длиной от 22,6 до 27 см. У самок имеются два функциональных яичника. Роды происходят с февраля по апрель. Самцы достигают половой зрелости при длине 140 см. Рацион этих акул составляют костистые рыбы, такие как европейская аргентина, обыкновенная ставрида, треска, барабулька, камбала, а также головоногие (обыкновенный кальмар и осьминоги) и ракообразные (креветки и крабы).

## Взаимодействие с человеком
Вид представляет незначительный интерес для коммерческого рыбного промысла. В качестве прилова эти акулы попадаются в донные тралы и ярусы и трёхстенные сети. Численность скватин в Средиземном море с начала интенсивного рыбного промысла существенно снизилась. В районе Балеарских островов существует 6 морских заповедников, где вылов скватин запрещён. Международный союз охраны природы присвоил этому виду статус «На грани исчезновения».